# Острови (Щиценський повіт)
Острови (пол. Ostrowy, нім. Alt Werder) — село в Польщі, у гміні Вельбарк Щиценського повіту Вармінсько-Мазурського воєводства.
Населення — 49 осіб (2011).
У 1975-1998 роках село належало до Ольштинського воєводства.

## Демографія
Демографічна структура станом на 31 березня 2011 року:
|          | Загалом | Допрацездатний вік | Працездатний вік | Постпрацездатний вік |
| -------- | ------- | ------------------ | ---------------- | -------------------- |
| Чоловіки | 23      | 7                  | 13               | 3                    |
| Жінки    | 26      | 10                 | 11               | 5                    |
| Разом    | 49      | 17                 | 24               | 8                    |